# محوطه بانصران
محوطه بانصران مربوط به دوره ساسانیان - دوران‌های تاریخی پس از اسلام است و در شهرستان کردکوی، روستای سرکلاته واقع شده و این اثر در تاریخ ۱۹ اسفند ۱۳۸۰ با شمارهٔ ثبت ۴۸۴۹ به‌عنوان یکی از آثار ملی ایران به ثبت رسیده است.